# EMV
EMV è una sigla che sta per Europay, MasterCard e VISA, e rappresenta uno standard globalmente riconosciuto per l'utilizzo di smart card, terminali POS e sportelli ATM per l'autenticazione di transazioni con carte di credito e di debito.